# Yuval Peres
Pour les articles homonymes, voir Peres.
Yuval Peres (hébreu : יובל פרס; né en 1963) est un mathématicien israélien.

## Biographie
Yuval Peres est né en Israël le 5 octobre 1963 et a obtenu son doctorat à l'Université hébraïque de Jérusalem, en 1990, sous la supervision de Hillel Furstenberg, avec une thèse intitulée « The Limiting Measure of a Random Walk on a Fuchsian Group ». Il est membre du corps professoral à l'Université hébraïque et de l'Université de Californie à Berkeley.

## Travaux et carrière
Yuval Peres est connu pour ses recherches en théorie des probabilités, en théorie ergodique, en analyse mathématique, en informatique théorique, et en particulier pour des sujets tels que les fractales et la mesure de Hausdorff, les marches aléatoires, le mouvement brownien, la percolation et les graphes de Cayley, ainsi que le temps de mélange d'une chaîne de Markov (en).

## Prix et distinctions
Yuval Peres a reçu le Prix Rollo-Davidson en 1995, conjointement avec Philippe Biane, et le Prix Loève en 2001. En 2011, il a été co-lauréat du Prix David P. Robbins, avec ses coauteurs Mike Patterson, Uri Zwick, Mikkel Thorup et Peter Winkler, pour leurs travaux sur le « Overhang », c'est-à-dire le problème d'empilage de blocs..
Il a été conférencier invité au congrès international des mathématiciens en 2002 à Pékin avec une conférence intitulée « Brownian intersections, cover times and thick points via trees ». En 2008 il est conférencier invité au congrès européen des mathématiciens à Amsterdam avec une conférence intitulée « Internal aggregation with multiple sources ».
En 2012, il est devenu fellow de l'American Mathematical Society. En 2016, il a été élu membre associé étranger de l'Académie nationale des sciences américaine.
Peres a co-écrit plus de 250 articles de recherche. Parmi ses collaborateurs de recherche réguliers figurent Itai Benjamini (en), Amir Dembo, Russell Lyons, Assaf Naor, Robin Pemantle, Oded Schramm, Scott Sheffield, Boris Solomyak et Ofer Zeitouni. Il a été le directeur de thèse de 21 étudiants doctorants, dont Bálint Virág.

## Accusations de harcèlement sexuel
Peres a été accusé de harcèlement sexuel par plusieurs scientifiques, parmi lesquelles Dana Moshkovitz, Anima Anandkumar and Lisha Li. Moshkovitz a indiqué avoir été harcelée par Peres au cours d'un entretien d'embauche informel et qu'elle l'a signalé au Microsoft Theory Group. Elle indique aussi que Peres a été promu peu après son signalement.
Peres a démissionné d'un poste de l'université de Washington en 2012. L'université a indiqué qu'il avait démissionné “après avoir été informé que l'université enquêterait sur des accusations de harcèlement sexuel.”

En novembre 2018, trois informaticiens et informaticiennes d'Israel, à savoir Irit Dinur, Oded Goldreich et Ehud Friedgut, ont écrit une lettre ouverte à l'intention de la communauté qui mentionnaient des accusations de harcèlement sexuel à l'encontre de Peres et émettaient la recommandation de ne pas proposer d'invitations aux chercheurs junior qui pourraient être perçues comme sexuellement motivées.
En réponse, Peres a écrit une lettre à la communauté et a écrit « I regret all cases in the past where I have not followed this principle. I had no intention to harass anyone but must have been tone deaf not to recognize that I was making some people very uncomfortable. As I wrote above, I promise to adhere to this principle in the future »

## Publications
- David A. Levin, Yuval Peres et Elizabeth L. Wilmer, Markov chains and mixing times, Providence, R.I., American Mathematical Society, 2009 (ISBN 978-0-8218-4739-8)[8]
- J. Ben Hough, Manjunath Krishnapur, Yuval Peres et Bálint Virág : « Zeros of Gaussian Analytic Functions and Determinantal Processes », American Mathematical Society (2009).
- Peter Mörters et Yuval Peres : « Brownian Motion », Cambridge University Press (2010).
- Russell Lyons avec Yuval Peres : « Probability on Trees and Networks », Cambridge University Press (2012).